# جيم لاد
جيم لاد (بالإنجليزية: Jim Ladd)‏ هو كاتب ودي جيه أمريكي، ولد في 17 يناير 1948 في الولايات المتحدة.

## وصلات خارجية
- جيم لاد على موقع IMDb (الإنجليزية)
- جيم لاد على موقع ميوزك برينز (الإنجليزية)
- جيم لاد على موقع ديسكوغز (الإنجليزية)
- جيم لاد على موقع قاعدة بيانات الفيلم (الإنجليزية)